# Skärdrygen
Skärdrygen är en sjö i Ydre kommun i Östergötland och ingår i Motala ströms huvudavrinningsområde. Sjön har en area på 0,136 kvadratkilometer och ligger 151,2 meter över havet.

## Delavrinningsområde
Skärdrygen ingår i det delavrinningsområde (640861-148237) som SMHI kallar för Utloppet av Ösjön. Medelhöjden är 182 meter över havet och ytan är 6,58 kvadratkilometer. Räknas de 6 avrinningsområdena uppströms in blir den ackumulerade arean 134,01 kvadratkilometer. Stångån som avvattnar avrinningsområdet har biflödesordning 2, vilket innebär att vattnet flödar genom totalt 2 vattendrag innan det når havet efter 251 kilometer. Avrinningsområdet består mestadels av skog (88 procent). Avrinningsområdet har 0,49 kvadratkilometer vattenytor vilket ger det en sjöprocent på 7,4 procent.